# Église Notre-Dame de Cornemps
Pour les articles homonymes, voir Église Saint-Pierre.
L'église Notre-Dame est une église catholique située à Petit-Palais-et-Cornemps, en France.

## Localisation
L'église est située dans le département français de la Gironde, dans la commune de Petit-Palais-et-Cornemps, sur la route départementale D121 vers Puynormand, à environ deux kilomètres de Petit-Palais.

## Historique
Le plan de l'ancienne église, construite au XIe et XIIe siècles est simple : une nef longue et étroite, comprenait trois travées, un faux transept et une abside. Le tout formant un édifice d'une longueur de 35 mètres. Sa grandeur annoncerait le voisinage d'une population considérable et probablement la présence d'un couvent important. On sait qu'au XVIe siècle Cornemps abritait un couvent, l’Abbaye de Pères Bénédictins, détruit pendant les guerres de religion, mais on n'a pas de trace de ses origines.

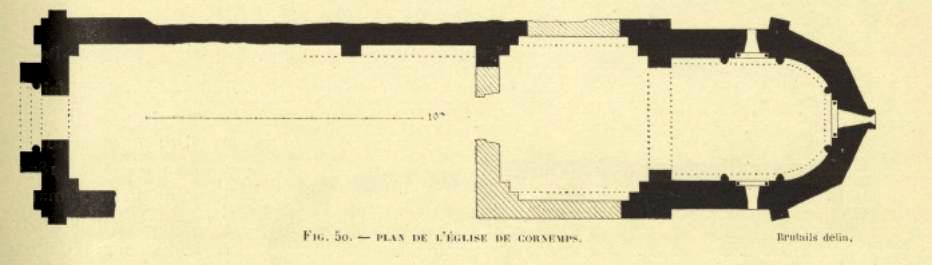
Plan de l'église (Brutails 1912)

L’église actuelle est bien plus petite que la construction initiale, à la suite de destructions massives et reconstructions partielles. L'abside et une partie du mur latéral nord ainsi que la façade ouest sont d’origine, le mur sud ayant disparu.
Dans la nef, le mur Nord, le seul qui subsiste, est d'une maçonnerie assez grossière : par endroits, les pierres sont disposées en arêtes de poisson. Ce mur est renforcé à l'intérieur par un placage de trois arcs longitudinaux en plein cintre, dont l'extrados montait à 7 mètres environ au-dessus du sol ancien. On n'aurait pas pu équilibrer une voûte à cette hauteur, et la nef devait être abritée par un lambris.

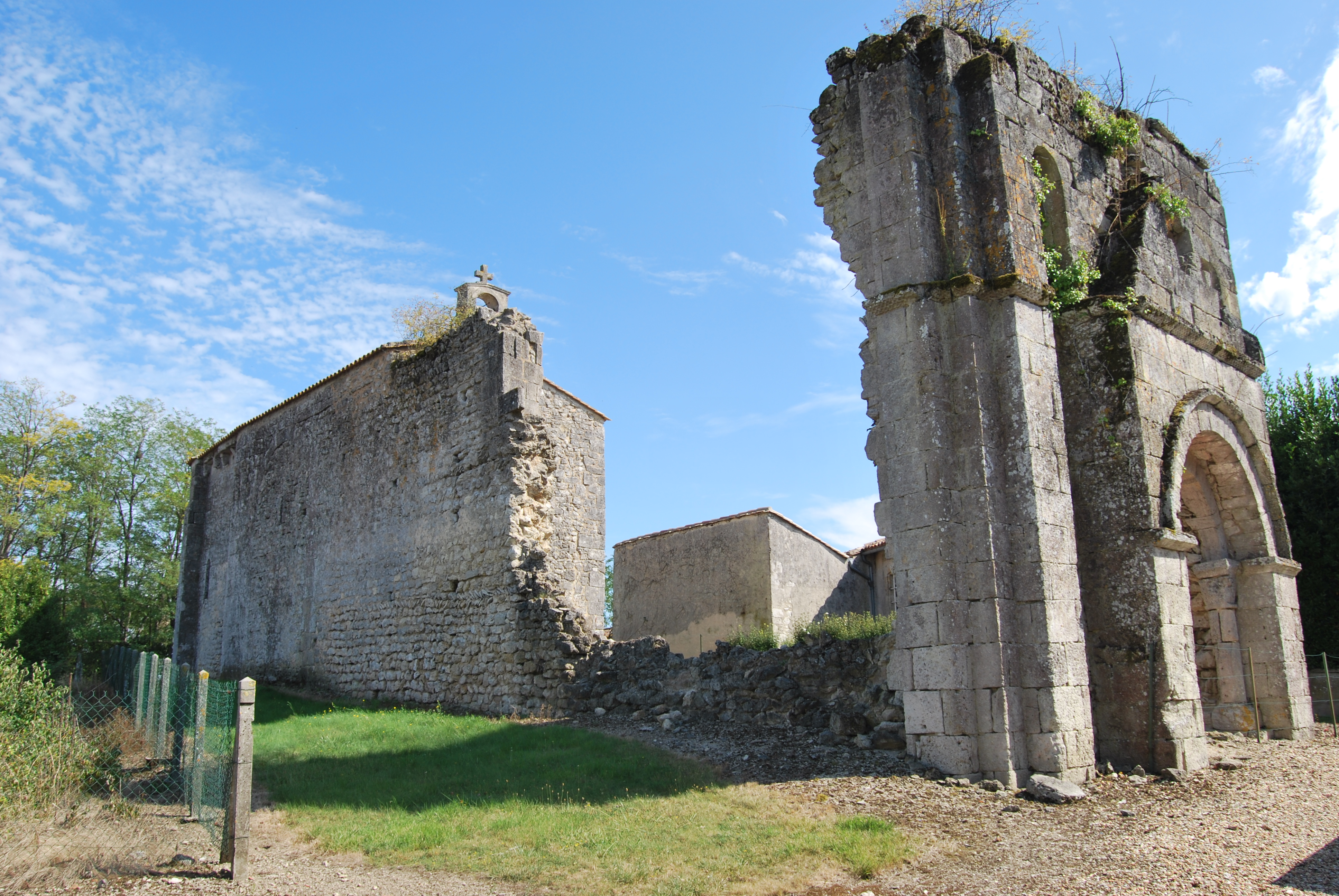
Vue du sud-ouest
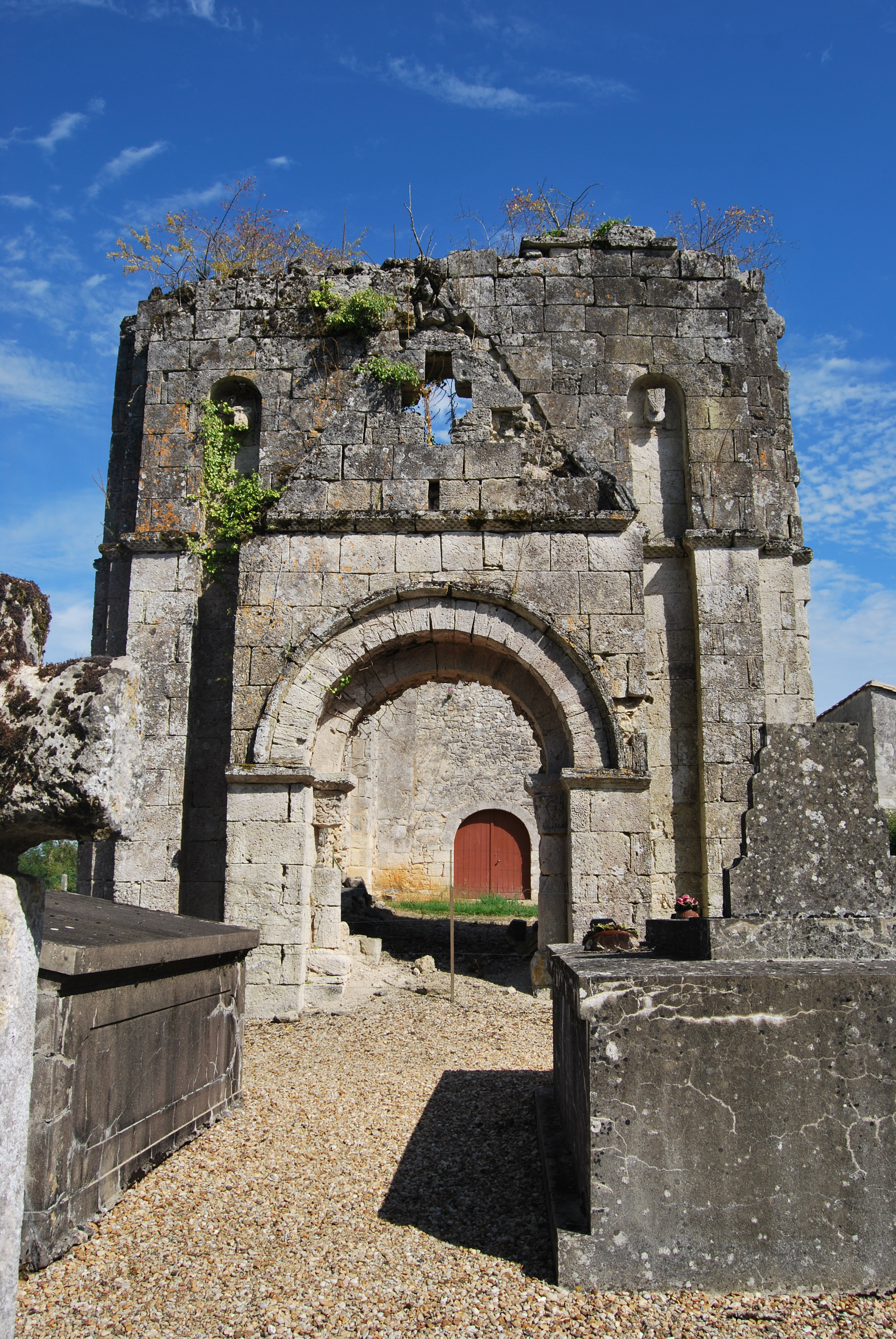
Façade occidentale a
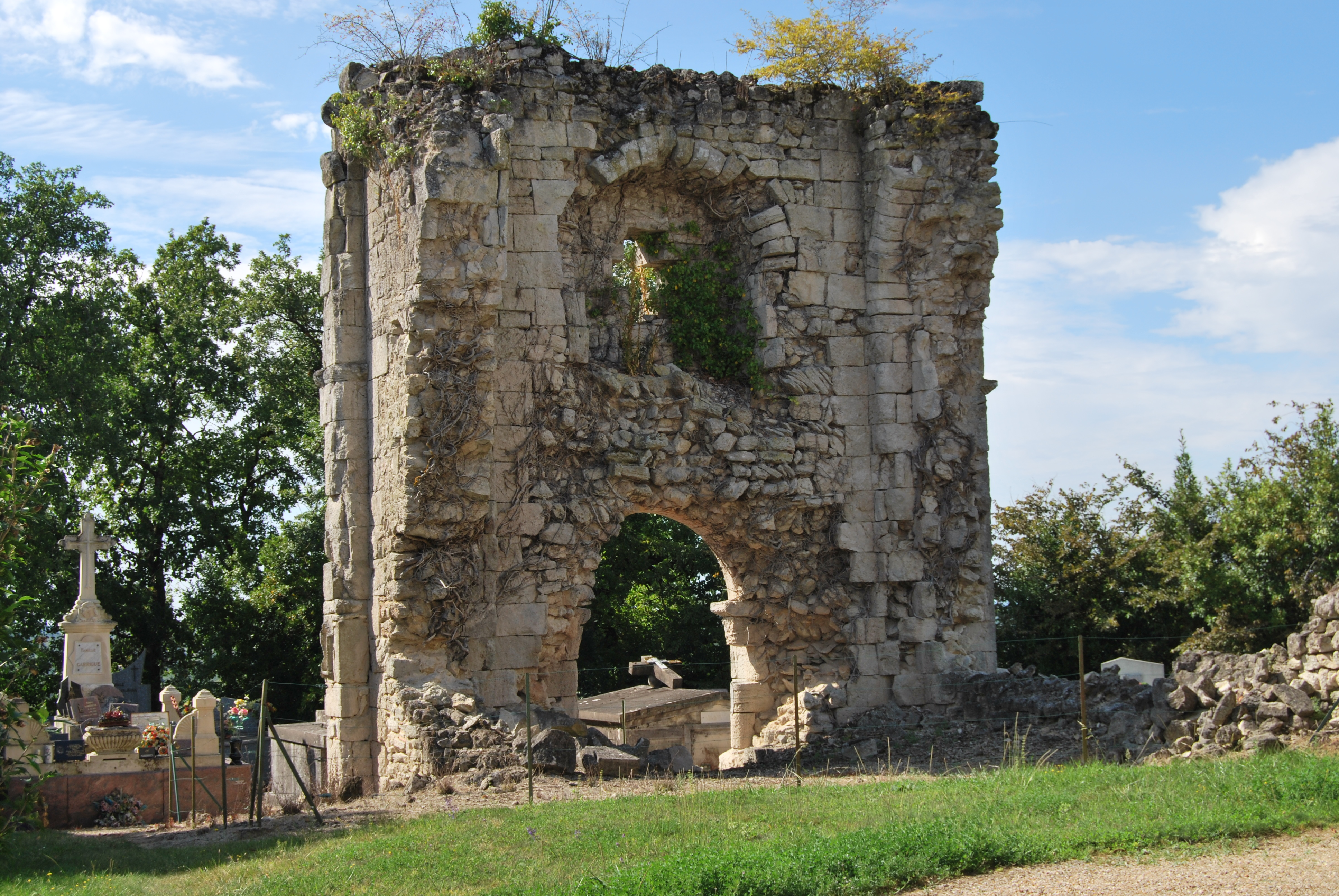
Façade occidentale b

L'ordonnance de la façade occidentale est imprévue. La porte en plein cintre de la façade ouest est encore en place au milieu des ruines. Ses voussures s'appuient sur des colonnes cylindriques aux chapiteaux ornés de festons. Cette porte est dans un avant-corps, et au-dessus de son sommier règne une corniche horizontale d'échiquiers qui sert de base à un pignon percé d'une ouverture en forme de croix. Deux arcs très élancés encadrent l’entrée et abritent en leur sommet deux modillons sculptés.
On aperçoit, au revers du pignon et s'ouvrant sur la nef, une grande niche, peut-être une tribune.
La partie orientale de l'église, la moins endommagée, a été séparée de la partie en ruine par un mur de blocage ; on a rebâti l'angle sud-ouest de l'avant chœur ou faux transept. L'abside se termine à l'Est par un contrefort percé d'une fenêtre; elle est demi-circulaire à l’intérieur, demi-octogonale à l'extérieur. La voûte est en cul-de-four; elle s'appuie sur une corniche au-dessus de laquelle règne une arcature de sept arcs en plein cintre retombant sur des colonnes à demi-dégagées. Les chapiteaux sont historiés.
Toute cette portion de l'église a été rendue au culte.

L'abside et la corniche avec modillons et trous ronds
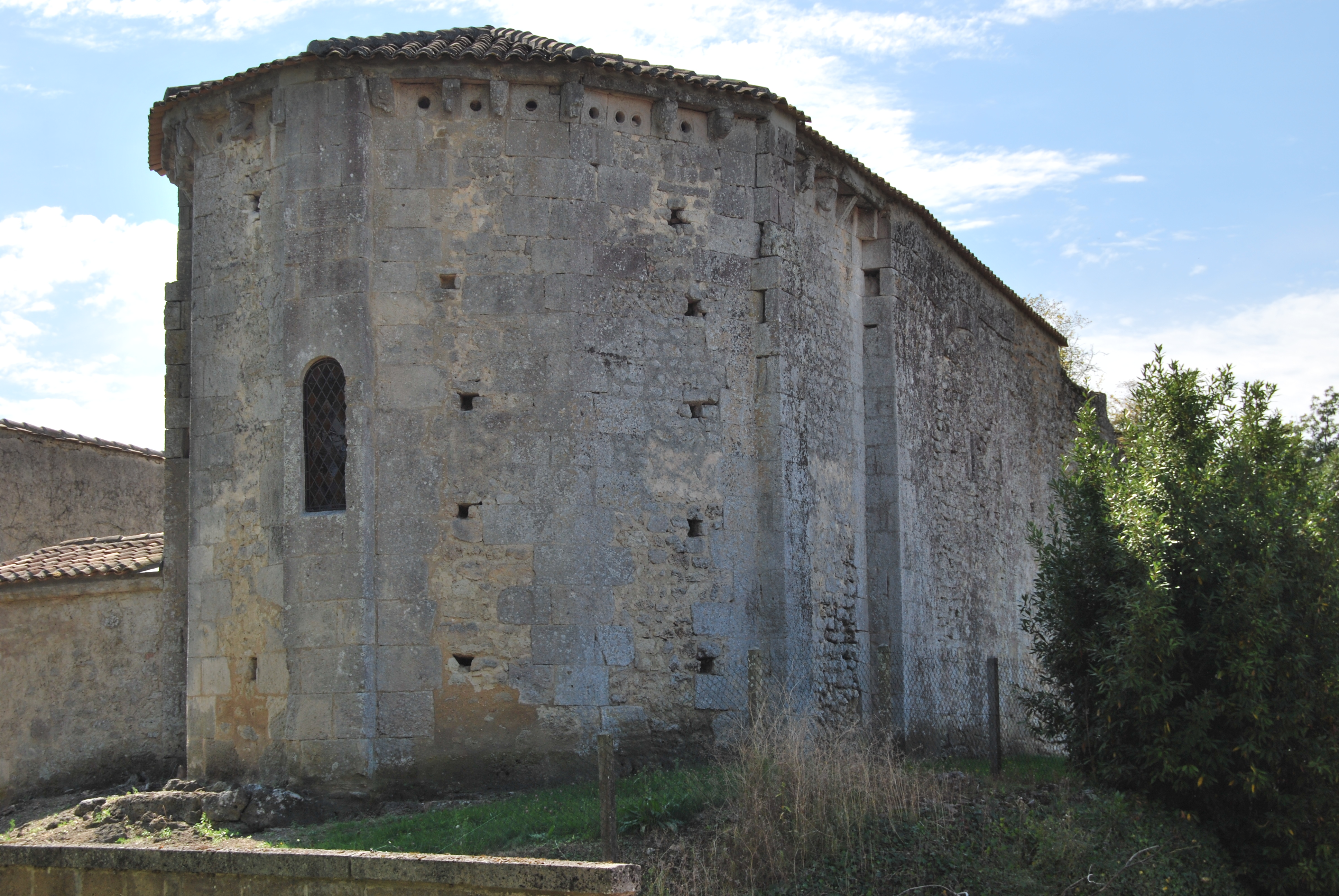
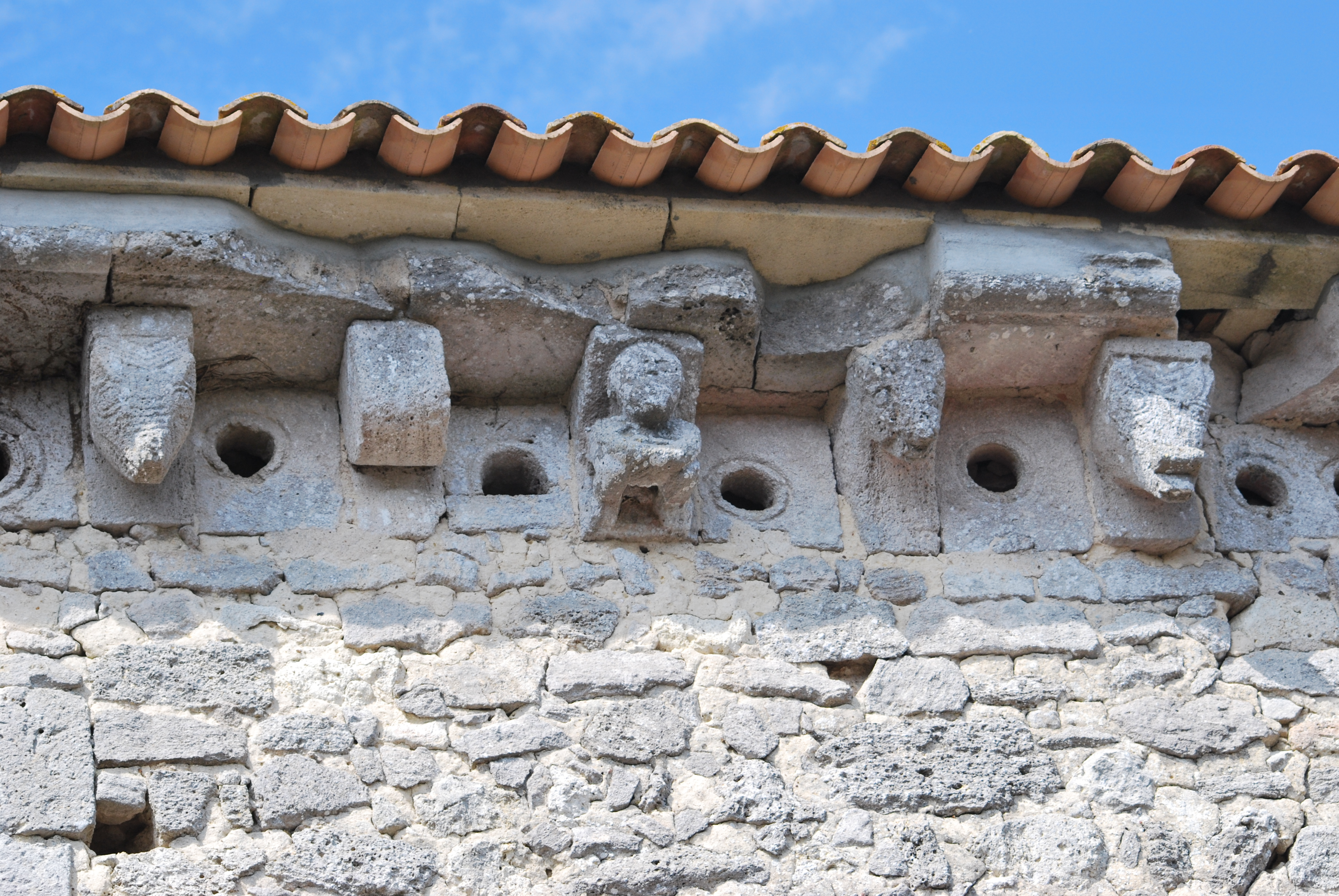
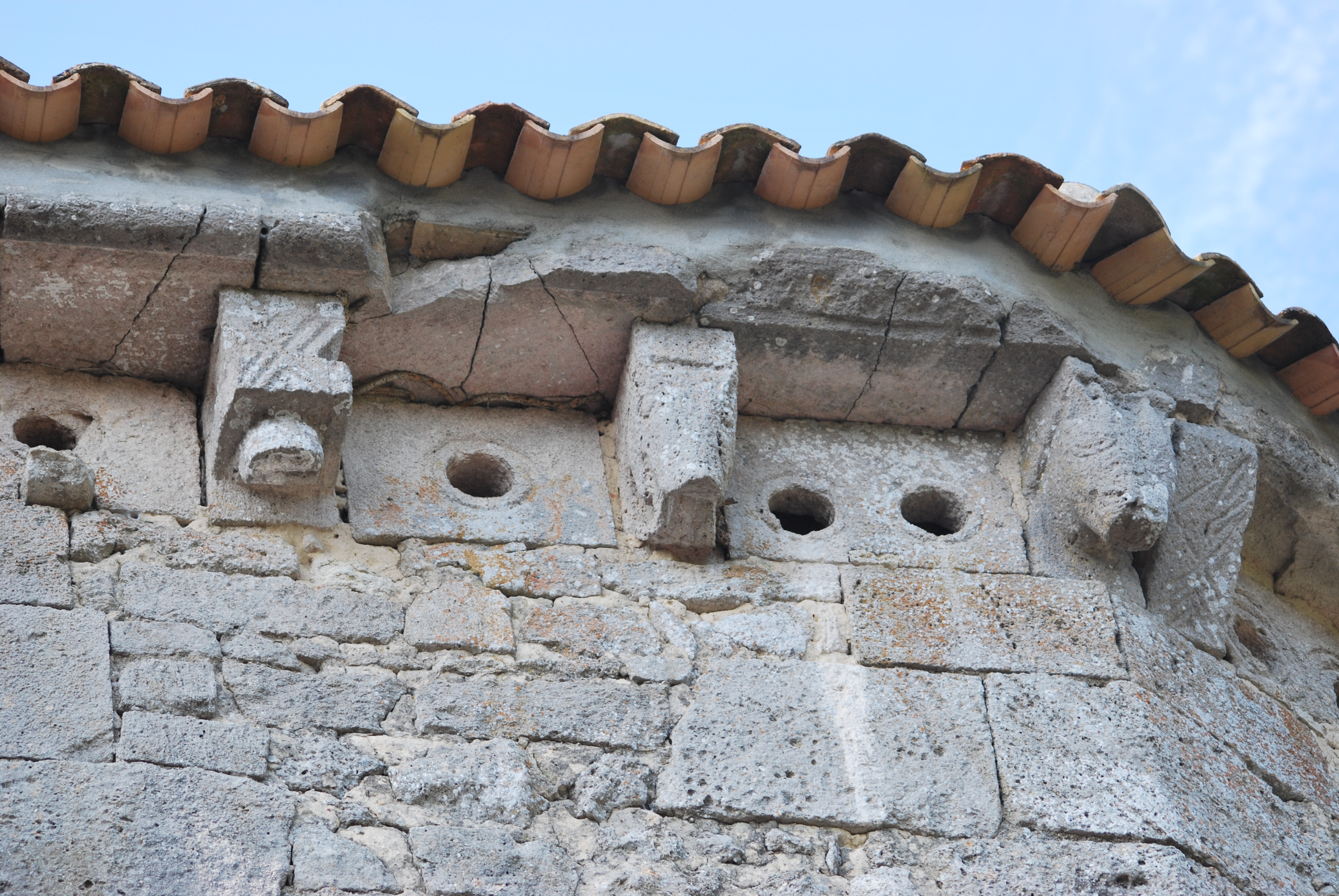
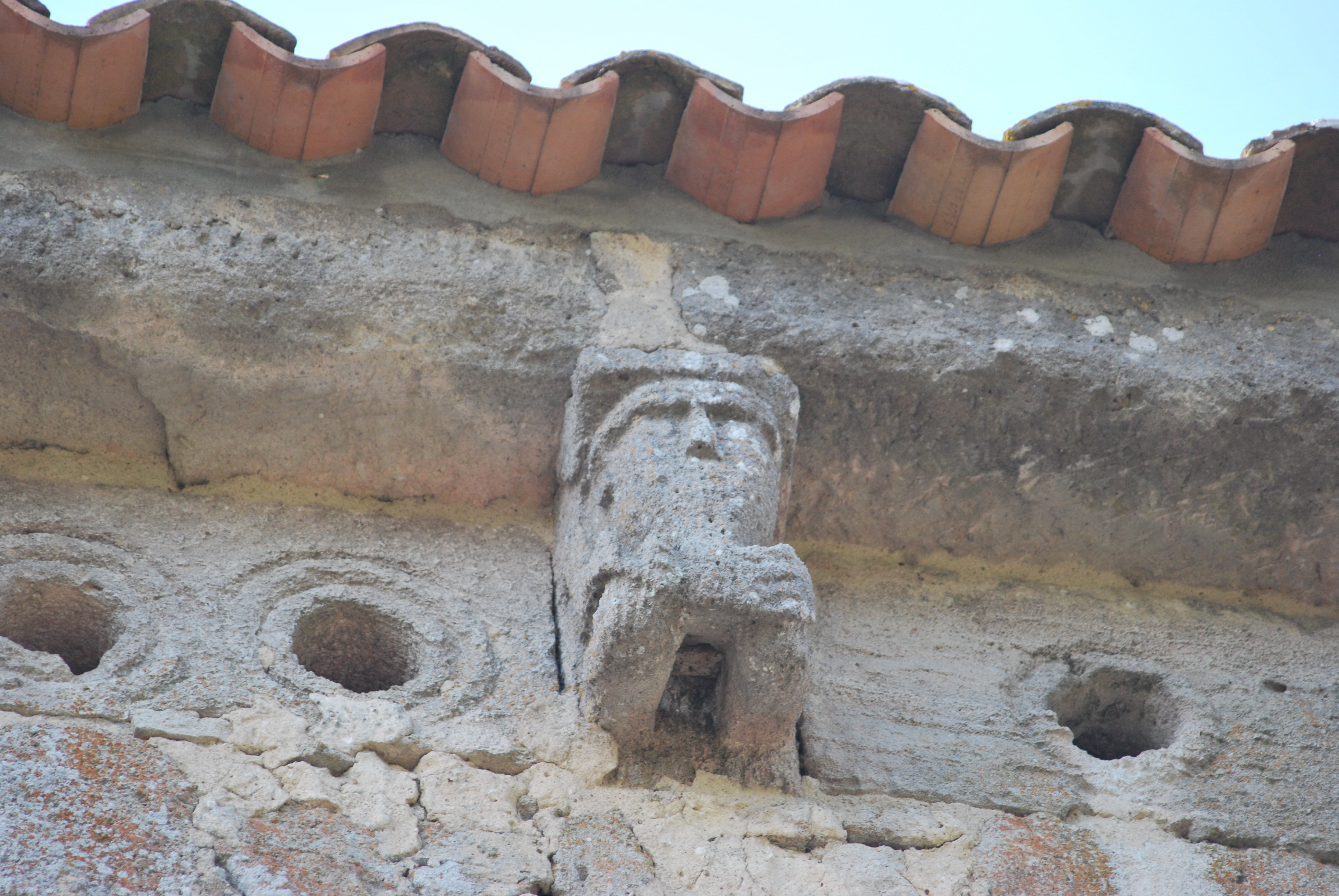
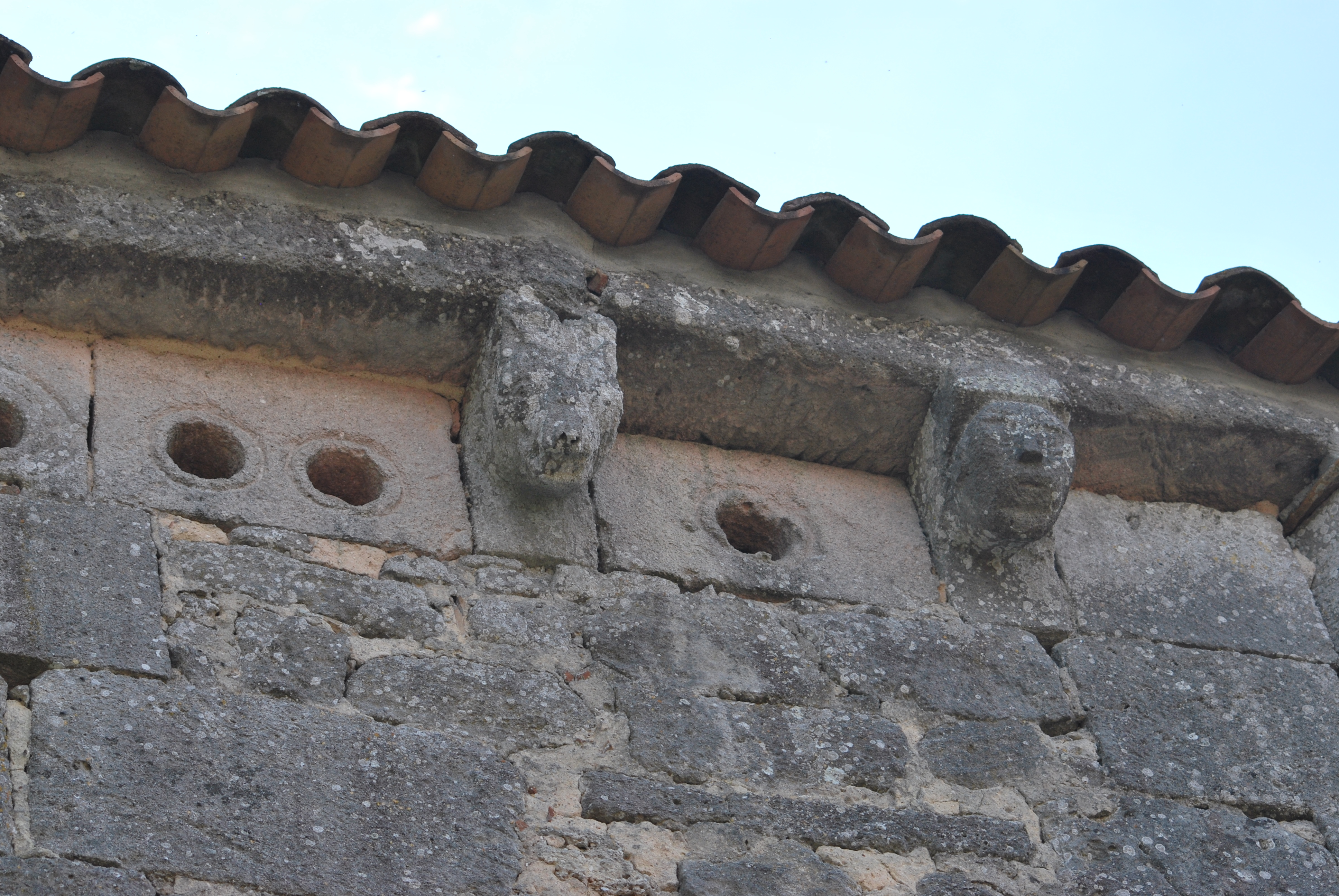

À l'extérieur de l'abside, entre les modillons, sculptés avec des gueules d'animaux et têtes d'hommes, qui portent la corniche, des trous ronds sont forés, comme dans le clocher de l'église Saint-Georges de Montagne et dans la corniche de Saint-Front de Périgueux.
On ne possède que peu d’informations historiques sur l'église :
- Notre-Dame de Cornemps est citée dans la liste de 1398 des paroisses du diocèse.
- Pendant les guerres de religion, lors de la bataille de Coutras, le 20 octobre 1587,le protestant Henri de Navarre, futur Henri IV, écrase l’armée royale commandée par le duc Anne de Joyeuse. L’abbaye des bénédictins est ensuite assiégée par le Vicomte de Turenne et l'église en partie détruite.
- Une pièce d’archive nous apprend qu’en 1622, la nef est «rompue et découverte» et l’église sans service divin.
- Le procès-verbal établi en 1687 lors des visites de l’archiprêtré d’Entre-Dordogne par l’archevêque de Bordeaux précise que le chœur est voûté, que la nef n’est ni voûtée, ni lambrissée, ni carrelée.
- Plus tard, on se contenta de fermer le faux transept dont les trois piles avaient subsisté, pour le raccorder au chevet qui était à peu près intact. Ainsi, l’église fut de nouveau vouée au culte. Le reste de l'église fut laissé à l'état de ruines.
- Elle semble totalement désertée à la suite de la Révolution Française.
- Plusieurs remaniements transforment l’église au cours des XIXe et XXe siècles. Dès 1844, après avoir restauré la façade, l’architecte Paul Coureau établit un devis pour ériger une voûte en croisée d’ogives sous la charpente. Cette dernière est construite dans le courant du XIXe siècle.
- Au XXe siècle, l’architecte Rapine restaure le portail et le clocher, puis entreprend une série de travaux sur l’édifice.

L'édifice est inscrit au titre des monuments historiques le 21 novembre 1925.

### Articles externes
- Ressources relatives à la religion :   - Clochers de France
  - Observatoire du patrimoine religieux
- Ressource relative à l'architecture :   - Mérimée
- Les églises du Lussacais
- L'église Notre-Dame de Cornemps sur le site Visites en Aquitaine.